# Neelankarai
Neelankarai è una suddivisione dell'India, classificata come census town, di 15.688 abitanti, situata nel distretto di Kanchipuram, nello stato federato del Tamil Nadu. In base al numero di abitanti la città rientra nella classe IV (da 10.000 a 19.999 persone).

## Geografia fisica
La città è situata a 12° 56' 57 N e 80° 15' 18 E.

## Società

### Evoluzione demografica
Al censimento del 2001 la popolazione di Neelankarai assommava a 15.688 persone, delle quali 8.151 maschi e 7.537 femmine. I bambini di età inferiore o uguale ai sei anni assommavano a 1.795, dei quali 854 maschi e 941 femmine. Infine, coloro che erano in grado di saper almeno leggere e scrivere erano 11.014, dei quali 6.271 maschi e 4.743 femmine.